# Kalophrynus baluensis
Kalophrynus baluensis är en groddjursart som beskrevs av Ruth Kiew 1984. Kalophrynus baluensis ingår i släktet Kalophrynus och familjen Microhylidae. IUCN kategoriserar arten globalt som nära hotad. Inga underarter finns listade i Catalogue of Life.